# فضل عناية خان

بير مرشد فضل عناية خان

فضل عناية خان (الأردية: فضل عنایت خان) (20 يوليو / تموز 1942 - 26 سبتمبر /أيلول 1990)، والمعروف أيضًا باسم فرانك كيفلين، كان معالجًا نفسيًا وشاعرًا قاد نظام عنايتي من عام 1968 إلى عام 1982.
كان مؤلف كتاب "التفكير القديم، التفكير الجديد: المنشور الصوفي" (1979)، ونُشر باللغة الهولندية بعنوان "التصوف الحديث: حول التغيير الإبداعي والنمو الروحي" (1992).

## الحياة والمهنة
من عام 1968 إلى عام 1982 كان رئيسًا للحركة الصوفية، وهي الحركة التي بدأها جده وظلت في العائلة. وقد رأى أن التصوف له ثلاثة جوانب: فهو غير قطعي، وشامل، وتجريبي.
- غير نهائي لأن الحقيقي موجود دون الحاجة إلى تعريف؛
- شامل لأنه موجود في جميع الأديان ويقبل أي شكل من أشكال العبادة أو الممارسة التأملية المناسبة للحظة؛
- تجريبية لأنها تتجاوز اللاهوت والخبرة الروحية المنقولة، وتقبل إمكانية الوحي المباشر.

## الأعمال
- Inayat-Khan، Fazal (1979). Old thinking, new thinking: The Sufi prism. San Francisco: Harper & Row. ISBN:0-06-064086-3. مؤرشف من الأصل في 2024-11-23.
- Inayat-Khan, Fazal (1992). Modern soefisme : over creatieve verandering en spirituele groei (Modern Sufism: on creative change and spiritual growth) (بالهولندية). Katwijk aan Zee: Panta Rhei. ISBN:90-73207-28-2. OCLC:65771646.

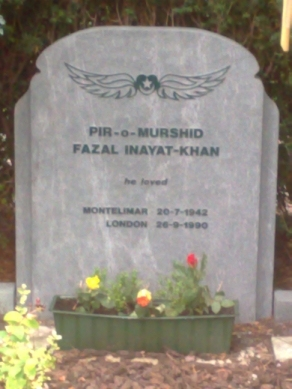
قبر عناية خان، لاهاي، هولندا

## ملحوظات
1. ↑  Melton, Gordon J. and Baumann, Martin. Religions of the World, Second Edition: A Comprehensive Encyclopedia of Beliefs and Practices. ABC-CLIO, p. 1482.
2. ↑  Jironet، Karin (2002). The image of spiritual liberty in the western Sufi movement following Hazrat Inayat Khan. Leuven, Belgium: Peeters. ص. 215–218. ISBN:978-90-429-1205-2. مؤرشف من الأصل في 2023-10-11.